# 万民法
万民法（ばんみんほう、羅: ius gentium, ユス・ゲンティウム）とは、ローマ法に由来する概念の一つで、全ての人に対して適用される法・法体系を指す。市民法（羅: ius civile, ユス・キウィレ）に対立する概念である。
また、その性格上、自然法（羅: lex naturalis, ius naturale）と、（市民法を含む）人定法（羅: lex humana）の性格を併せ持った中間的・折衷的・両属的な扱いをされることが多く、どちらの性格を強調するかは論者や文脈に依る。

## 成立
ローマ法とは、そもそもローマ市民に対して適用される市民法であったが、紀元前3世紀頃に入るとローマの領域はイタリア半島から地中海一帯に広がるようになり、それとともに地中海世界全域から多くの外国人 (peregrini) がローマ（及びその領域）を訪れるようになった。
原則的にはローマでは属人主義が採用されていたため、ローマの市民法の規定が外国人に規定されることがなかった。ところが、ローマと他国では法体系も法慣習も異なるためにさまざまな問題も生じるようになった。特にローマの市民法は厳格な要件を満たさないと契約や訴訟は無効とされてしまうために、裁判の相手がローマ市民でローマ市民法による裁判を要求してきた場合には、これに通じていない外国人が不利益を蒙ることになった。さらにローマの領域内で発生した外国人同士による法的問題に対してローマの法廷がどうやって対処すべきかという問題も生じるようになった。
そこで紀元前242年に外国人が関わる法律問題を扱う専門の法務官（プラエトル）（「外国人係法務官 (praetor peregrinus)」）が設置されるようになり、以後ローマ市民・外国人の双方に共通に適用される法整備が売買や契約にまつわる債権法を中心として急速に進むようになった。これが万民法のルーツである。

## 内容
万民法は「信義 (fides)」を基本理念として編纂され、諸民族間での長年にわたる商取引を通じて形成された国際的に共通した商慣習を重視して手続も簡略化された。特に当事者間の合意のみで契約が成立する諾成契約が導入されたことや市民法の基本である十二表法では法的根拠を見出せなかった賃貸借に法的裏づけを与えた柔軟性は市民法などのローマ法一般に与えた影響は大きく、文明の発展とに比してもより進歩的と言われてきたローマの法文化を更に発展させる原動力となった。

## 影響
紀元後212年、当時のローマ皇帝・カラカラは、ローマ帝国に住む全ての自由民に市民権を付与した。これによって帝国内の全市民に市民法が適用されることになったが、同時にローマ帝国の多民族化が進んだために結果的に市民法の規定が万民法に併せられていくことになった。以後ローマ法（＝万民法）はギリシア哲学の影響を受けて「人類共通の法」・「実定法化された自然法」と考えられるようになった。
ただし、人類共通の普遍的な法であるという考えに立てば「万民法＝自然法」という考え方は一面においては正しいが、理性が生み出した人為的な法である万民法と本能によって形成された自然に由来する自然法が、時には対立するものとなる場合がある。『ローマ法大全』は、ウルピアヌスらの学説を引きながら、「自然法は自然が全ての動物に授けた法」「万民法は諸民族が（共通して）用いる法」と峻別している。特に奴隷に関しては、自然法はこれを自然の摂理に反したものと解するのに対し、逆に万民法は捕虜や債務者の生命を敵（戦勝者や債権者）から保護するものであると解している。
とはいえ、ローマ法が「万民法＝自然法」とする考え方が広く受け入れられてきたからこそ、中世後期以後のヨーロッパにおいてローマ法はキリスト教との矛盾を含みながらも人類共通の普遍的な法として復権を果たし、近代法・国際法の原点となったのもまた事実である。